# 馬場能久
馬場 能久（ばば よしひさ、1949年11月26日 - 2022年11月12日）は、日本の政治活動家。
福岡県八女市出身。福岡市南区清水在住。国士舘大学政経学部政治学科卒業。元救う会福岡（北朝鮮に拉致された日本人を救出する福岡の会）代表。元維新政党・新風副代表・同福岡県本部代表。人権擁護法案に反対する市民の連帯：FUKUOKA共同代表。元（財）国際平和機構評議員。定番問題である日本人拉致事件、尖閣諸島の領有権問題のみならず、介護施設の問題、バリアフリー等の高齢者、障害者問題にも取り組んでいる。また政治思想は伝統保守。環太平洋戦略的経済連携協定（TPP）には当初反対していたが、対中国包囲網になるという主張を展開しTPP賛成に転向した。

## 略歴
23歳の時にプールで首の骨を折り障害者となる。1974年、神奈川県厚木市より故郷八女市に帰る。以来、自分とは何か、人間とは何かを探求し、日本の本質、生命の本質を探究する。1986年2月より2001年8月まで自己の思索を綴った私信「八女便り」を84回に渡り発信。2001年、福岡市に転居。以来日本の具体的立て直しについての思索をおこなう。
2004年、維新政党・新風福岡県本部代表に就任。2007年に行われた第21回参議院議員通常選挙に維新政党・新風の公認候補として福岡県選挙区から立候補したが落選している（35,942票）。同年、京都市で開催された維新政党・新風党大会代議員総会に党代表候補として出馬し落選。2010年、参議院議員選挙福岡県選挙区に立候補を表明したが、党本部が資金不足のため撤退を決定。同年、再び党本部代表選挙に立候補し、4票差で落選。2011年、党本部副代表に就任。2013年、維新政党・新風を離党し、福岡県本部は解散した。
2015年、救う会福岡（北朝鮮に拉致された日本人を救出する福岡の会）代表に就任し、2017年に病気のため退任。同会相談役に就任した。
2022年11月12日、病気のため死去。